# Memorial Tres Sillas
El memorial Un lugar para la memoria o también conocido como Memorial Tres Sillas se encuentra ubicado en Renca, Santiago de Chile. Fue erigido en recuerdo de tres profesionales pertenecientes al Partido Comunista de Chile: Santiago Nattino, José Manuel Parada y Manuel Guerrero, quienes fueron asesinados en marzo de 1985, por agentes de la dictadura militar chilena liderada por Augusto Pinochet, en el denominado Caso Degollados.

## El crimen
El llamado "Caso Degollados" aconteció a finales de marzo de 1985, cuando agentes de la Dirección de Comunicaciones de Carabineros (DICOMCAR), secuestraron a Santiago Esteban Nattino Allende, pintor y partidario de la Asociación Gremial de Educadores de Chile (AGECH), Manuel Leonidas Guerrero Ceballos, profesor y dirigente de la AGECH, y José Manuel Parada Maluenda, sociólogo y funcionario de la Vicaría de la Solidaridad.
Nattino fue abordado el 28 de marzo, mientras que Guerrero y Parada fueron secuestrados al día siguiente desde las puertas del Colegio Latinoamericano, en la avenida Los Leones. Tras permanecer todo el día desaparecidos,  sus cuerpos aparecieron degollados al día siguiente, (el sábado) 30 de marzo de 1985 en el mismo lugar donde hoy se levanta el memorial, en el km 18 de Avenida Américo Vespucio Norte, frente al aeropuerto de Pudahuel

## El monumento
El diseño del memorial fue el ganador de concurso público convocado por el programa de Derechos humanos del Ministerio del Interior y el Ministerio de Obras Públicas (MOP), donde participaron 29 propuestas.Consiste en tres sillas de acero en tamaño gigante (10 metros de altura). Diseño de los arquitectos Rodrigo Mora Vega, Ángel Muñoz y el artista Jorge Lankin Vega. Puesto que se encuentra al costado del aeropuerto es posible de ser visualizado desde el cielo. Bajo las sillas existe una vereda de hormigón con placas grabadas alusivas al tema. Conduce hacia un sector arbolado o "Plaza del Encuentro", ubicada en el lugar donde fueron encontrado los cuerpos.
Las sillas tienen el mismo diseño de las sillas escolares no solo para representar el espíritu de los tres asesinados, y rememora por un lado el aporte a la educación de los asesinados, como al hecho de su secuestro en sí, recordando que fue en un establecimiento educacional donde fueron aprehendidos. La ubicación del memorial junto una principal avenida como lo es la autopista Vespucio Norte, ubicado en una zona retirada facilita la posibilidad de visitarlo, pero sus accesos son pequeños (existe una pequeña salida y descanso de vehículos en el sector), estando a continuación del ex-edificio de Latam Airlines. 